# Лорабюк
Лорабю́к (фр. Laurabuc) — коммуна во Франции, находится в регионе Лангедок — Руссильон. Департамент коммуны — Од. Входит в состав кантона Южный Кастельнодари. Округ коммуны — Каркасон.
Код INSEE коммуны — 11195.

## Население
Население коммуны на 2008 год составляло 388 человек.
| 1962 | 1968 | 1975 | 1982 | 1990 | 1999 | 2008 |
| ---- | ---- | ---- | ---- | ---- | ---- | ---- |
| 206  | 249  | 233  | 235  | 288  | 308  | 388  |

## Экономика
В 2007 году среди 236 человек в трудоспособном возрасте (15—64 лет) 167 были экономически активными, 69 — неактивными (показатель активности — 70,8 %, в 1999 году было 62,9 %). Из 167 активных работали 146 человек (83 мужчины и 63 женщины), безработных было 21 (6 мужчин и 15 женщин). Среди 69 неактивных 26 человек были учениками или студентами, 16 — пенсионерами, 27 были неактивными по другим причинам.